# Famille Begoügne de Juniac
La famille Begoügne de Juniac est une famille subsistante d'ancienne bourgeoisie française originaire de Limoges.

## Historique
Cette famille est d'ancienne bourgeoisie française originaire de Limoges. Elle compte Jacques Begoügne, baron de Juniac et de l'Empire  en 1808 mais dont le titre s'est éteint à sa mort, en 1841.

## Liens de filiation entre les personnalités notoires
- Paul Begoügne de Juniac (1729-1797), né et mort à Limoges, marchand et bourgeois de Limoges. Il épouse Thérèse Michel.
  - Paul Begoügne de Juniac (1757-1809), né et mort à Limoges, capitaine de cavalerie, maire de Saint-Genest-sur-Roselle. Il épouse  Marie Wayne.
    - Jacques Begoügne de Juniac (1805-1853), né et mort à Limoges. Il épouse Catherine Demartial.
      - Jules Begoügne de Juniac (1845-1921), né et mort à Limoges. Il épouse Marie Mellet-Mandard.
        - Victor Begoügne de Juniac (1878-1915), officier de cavanlerie. IL épouse Madeleine Desgranges.
          - Gontran de Juniac (1908-1998), diplomate et écrivain. Il épouse Myriam des Moutis.
            - Alexandre Begoügne de Juniac dit Alexandre de Juniac (1962),  haut fonctionnaire et chef d'entreprise. Il épouse épouse Carine Goddet puis, divorcé, épouse en secondes noces, Carine Goddet.

  - Jacques Begoügne, baron de Juniac (1762-1841, général de brigade, colonel du 1er régiment de hussards sous le Premier Empire. Il épouse Alexandrine Brice de Montigny (1773-1829).

## Pour approfondir